# صباح الناصر
شهر صباح الناصر (به عربی: سباح الناصر) در استان فروانیه در کشور کویت واقع شده است. جمعیت این شهر ۲۸٫۹۸۴ نفر است.